# Крейг Гаррісон (снайпер)
Крейг Гаррісон (англ. Craig Harrison; нар. листопад 1975, Челтнем, Глостершир) — колишній британський військовослужбовець, капрал кавалерії в полку Blues and Royals, учасник бойових дій в Іраці, на Балканах (Боснія) та в Афганістані. У 2009-2012 роках — володар рекорду підтвердженого результативного снайперського пострілу (в бойових умовах) на 2475 метрів, занесеного до Книги рекордів Гіннеса. Станом на  листопад 2022 року це четвертий результат в історії (після канадського, австралійського та українського снайперів, чиї імена засекречені).

## Рекордний постріл
У листопаді 2009 року Гаррісон брав участь в операції об'єднаних сил в Афганістані. Під час бою в провінції Гільменд, на південь від Муса-Кала, за допомогою далекобійної гвинтівки L115A3 Long Range Rifle йому вдалося двома послідовними пострілами з відстані 2475 метрів знищити двох кулеметників «Талібану», а третім — вивести з ладу сам кулемет. На тілах кулеметників-талібів, знайдених афганською поліцією, були поранення в живіт (перший) та в бік (другий).
В інтерв’ю ВВС Гаррісон повідомив, що для цього йому із коректувальником-споттером знадобилися дев’ять попередніх пристрільних пострілів. За словами снайпера, точності пострілу сприяли погодні умови: чітка видимість та практично безвітря.
Пізніше за допомогою лазерного далекоміра вертольота Apache була зафіксована дальність пострілу. Згідно з даними програми JBM Ballistics, кулі, випущені Гаррісоном зі снайперської гвинтівки L115A3 Long Range Rifle, досягли цілей приблизно через 6,017 секунди польоту, при цьому їхня швидкість упала з 936 м/с до 251,8 м/с, а вертикальне відхилення склало близько 120 метрів: тобто якби снайпер перебував на одній висоті з цілями, йому довелося б цілитися на 120 метрів вище.

## Приватне життя
Батьки Гаррісона працювали кінологами в поліції, розлучилися, коли двоє синів були ще малими. Гаррісон приєднався до збройних сил у 16 років, згодом почав служити у спеціальній кавалерійській команді «Блюз і Роялс».
Уперше зі снайперської гвинтівки (моделі Драгунова, СВД) Крейг спробував стріляти на полігоні поблизу британської військової бази у Спліті, Хорватія.
Із Афганістану повернувся 2009 року. Після оприлюднення імені снайпера-рекордсмена, який страждав на посттравматичний синдром, хвилювався за своє життя та за дружину Таню і дочку, міністерство оборони виплатило Гаррісону компенсацію за розкриття особи в сумі £100 тисяч.
Звільнився з армії 2014 року. Написав автобіографічну книгу «Найдовше вбивство» (The Longest Kill) про своє життя та кар’єру снайпера.

## Новий рекорд
Див. також: Список підтверджених снайперських рекордів на дальність результативного пострілу по реальному противнику.
Рекорд Крейга Гаррісона протримався з листопада 2009 по 2-ге квітня 2012 року, коли снайпер австралійських спецвійськ 2nd Commando Regiment в Афганістані, озброєний гвинтівкою Barrett M82A1, влучив у ціль із відстані 2815 метрів. У травні 2017 року новий рекорд значно перевищив канадський снайпер Joint Task Force 2 (Ірак) — він уразив ціль із гвинтівки McMillan Tac-50 на відстані 3540 метрів. Імена рекордсменів засекречені.